# Brændholt Bjerg
Brændholt Bjerg  er en 115 meter høj bakke og udsigtspunkt 2 kilometer vest for Tommerup Stationsby i Assens Kommune. Brændholt Bjerg er en original rest af et overdrevslandskab, som førhen var ganske udbredt på Fyn med et varieret plante- og insektliv og udsigt over Brænde Ådal mod nord.
I alt 8,6 hektar blev fredet i 1968 for at beskytte den mod grusgravning, og der er offentlig adgang til fredningen. Der er en en primitiv teltplads med bålplads ved området, der er indhegnet og har kreaturer på græs i sommerhalvåret.

## Eksterne kilder og henvisninger
- Om fredningen (Webside ikke længere tilgængelig) på Danmarks Naturfredningsforenings webside.
- Fredningskendelse 1967
- Folder fra Naturstyrelsen.

|  | Denne artikel om lokaliteten Brændholt Bjerg kan blive bedre, hvis der indsættes et (bedre) billede. Du kan hjælpe ved at afsøge Wikimedia Commons for et passende billede eller lægge et op på Wikimedia Commons med en af de tilladte licenser og indsætte det i artiklen. |

55°20′53″N 10°8′47″Ø / 55.34806°N 10.14639°Ø